# Globochthonius polychaetus
Espèce
Synonymes
- Chthonius polychaetus Hadži, 1937

Globochthonius polychaetus est une espèce de pseudoscorpions de la famille des Chthoniidae.

## Distribution
Cette espèce est endémique du Kosovo. Elle se rencontre vers Kačanik.

## Description
La femelle holotype mesure 1,54 mm.

## Publication originale
- Hadži, 1937 : Pseudoskorpioniden aus Südserbien. Glasnik Skopskog Naucnog Drustva, vol. 17, p. 151-187.